# Çavdarlı, Hanak
Çavdarlı là một xã thuộc huyện Hanak, tỉnh Ardahan, Thổ Nhĩ Kỳ. Dân số thời điểm năm 2010 là 47 người.